# Liste der Monuments historiques im Musée Sobirats
Die Liste der Monuments historiques im Musée Sobirats führt die als Monument historique klassifizierten Objekte im Musée Sobirats in der französischen Stadt Carpentras auf.

## Liste der Objekte
| Bezeichnung                                                           | Beschreibung                                                                                 | Standort    | Kennzeichnung | Schutzstatus | Datum | Bild |
| --------------------------------------------------------------------- | -------------------------------------------------------------------------------------------- | ----------- | ------------- | ------------ | ----- | ---- |
| Gemälde Die von Engeln getragene Heilige Trense                       | 17. Jh., Altarbild aus der Kapelle des Jesuitenkollegs                                       |             | PM84000361    | Classé       | 1910  |      |
| Zwei Gemälde mit Rahmen Die Geburt Christi und Die Grablegung Christi | Die beiden Gemälde aus der Zeit Ludwig XIII. stammen aus dem Jesuitenkolleg.                 |             | PM84000362    | Classé       | 1910  |      |
| Glocke                                                                | Die 1608 aus Bronze gegossene Glocke stammt aus der Sakristei der Jesuitenkapelle.           |             | PM84000363    | Classé       | 1923  |      |
| Konsole                                                               | Das Möbelstück aus Marmor und geschnitztem, vergoldetem Holz stammt aus der Zeit Ludwig XIV. | Grand salon | PM84000368    | Classé       | 1923  |      |
| Sofa, fünf Fauteuils                                                  | Möbel aus der Zeit Ludwig XVI. dekoriert mit Motiven aus Lafontaines Fabeln.                 | Petit salon | PM84000367    | Classé       | 1923  |      |
| Sofa, acht Fauteuils                                                  | Mit ländlichen Themen dekorierte Möbel aus dem 18. Jh.                                       | Grand salon | PM84000366    | Classé       | 1923  |      |
| Vier Wandteppiche mit Jagd- und Fischereimotiven                      | Aubusson-Tapisserien aus dem 18. Jh.                                                         |             | PM84000365    | Classé       | 1923  |      |
| Vier Wandteppiche mit Jagd- und Landschaftsmotiven                    | Aubusson-Tapisserien aus dem 18. Jh.                                                         |             | PM84000364    | Classé       | 1923  |      |